# Rhachotropis gislii
Rhachotropis gislii is een vlokreeftensoort uit de familie van de Eusiridae. De wetenschappelijke naam van de soort is voor het eerst geldig gepubliceerd in 1980 door Thurston.